# Je ne sais quoi
Je ne sais quoi ([ˌʒə nə sɛ ˈkwɑ]; с фр. , дословно — «Я не знаю что»). В искусстве XVIII века употреблялось в связи с невыразимой словами красотой (русская калька — распространённый до середины XIX века эпитет «неизъяснимый»).
Определяет некую невыразимую суть искусства, нечто расплывчатое и неопределенное. Связывается с эпохой романтизма, когда художник в погоне за эмоциональной реакцией зрителя стремился к чувственной, мистической таинственности.
Первое употребление выражения в описанном значении приписывается Жан-Жаку Руссо.
Имеет аналог в итальянском языке — «non so che» (дословно — «не знаю что»).

## Синтаксис
В предложении играет роль существительного.
В английском варианте: The Mona Lisa’s smile has a certain je ne sais quoi.